# Fengli Su
Fengli Su (chinesisch 鳳梨酥 / 凤梨酥, Pinyin fènglí sū, Jyutping fung6lei4 sou1, taiwanisch: 王梨酥,  wánglí sū, Pe̍h-ōe-jī ông-lâi-soo, ông-lâi-so͘, dt. etwa Ananasgebäck, Ananaskuchen) ist ein taiwanisches Feingebäck.

## Zutaten
Zur Herstellung verwendet man Mürbeteig oder Blätterteig. Bei der Verwendung von Mürbeteig, wird dieser zuvor in Teigplatten geformt. Es wird eine gesüßte Fruchtfüllung aus Ananas und Wachskürbis in unterschiedlichen Anteilen verwendet. Typisch sind quaderförmige Pasteten bzw. Küchlein, während er auch als große Kuchen in runder oder eckiger Form hergestellt wird, der mit glückverheißenden Mustern verziert werden.

## Verwendung
Das Gebäck wird traditionell zu Tee und heute auch zu Kaffee oder als süße Zwischenmahlzeit gegessen. Zudem sind Ananaskuchen als Geschenke bei festlichen Anlässen oder als Mitbringsel beliebt. Die Ananas gilt in Taiwan als Glücksbringer, da ihr Name „ông-lâi“ lautlich an die taiwanische Bezeichnung für das Erlangen von Wohlstand bzw. Wohlergehen erinnert. Ananaskuchen sind daher beliebte Geschenke bei Hochzeiten, Geburten, Geburtstagen, werden aber auch als Opfergaben für Verstorbene verwendet.
In jüngerer Zeit wurden Ananaskuchen zum Exportschlager und sind nach Angaben des taiwanischen Außenministeriums das beliebteste Mitbringsel, das ausländische Touristen aus Taiwan mitnehmen.

## Bekannte Marken
Hersteller bzw. Marken sind in Taiwans: In Keelung Li Hu 李鵠, in Taipeh Chia Te (佳德), Hsin Tung Yang (新東陽), Kuo Yuan Ye (郭元益), Lee Chi (台北犁記) und Din Tai Feng (鼎泰豐), in Taichung Dawncake (日出), Red Sakura (紅櫻花) und Sunny Hills (微熱山丘) sowie in Kaohsiung Jiu Zhen Nan (舊振南) und Japazi (呷百二), Chimei (奇美).